# Massacre de la farine
Le massacre de la farine,,,, est un massacre de civils survenu à Gaza dans la nuit du 29 février 2024 dans le contexte de la guerre à Gaza depuis 2023. Au moins 118 civils palestiniens sont tués et au moins 760 blessés, après que les forces israéliennes ont ouvert le feu sur des civils palestiniens en proie à la famine lorsqu'ils tentaient d'obtenir de la nourriture d'un convoi d'aide humanitaire escorté par l'armée israélienne,,,,. L'événement a été décrit comme un massacre par les journalistes, les diplomates et les organisations de défense des droits de l'homme mais cette description est contestée par l'armée israélienne.
Cet incident a lieu dans la rue Al-Rashid, au rond-point an-Nabulsi, à l'ouest de la ville de Gaza alors que de nombreux gazaouies affluent vers le convoi humanitaire, et saisissent des paquets de denrée alimentaires de première nécessité, dont de la farine, dans une situation de disette voire de famine organisée par les forces israéliennes. Le convoi a été affrété unilatéralement par les forces israéliennes, sans concertation avec les agences onusiennes, ni avec l’administration locale considéré par Israël comme le Hamas, ni canalisation des habitants,.
L'armée israélienne reconnait des « tirs limités » par des soldats israéliens se sentant « menacés », mais une équipe de l'ONU ayant visité le lendemain du drame l'hôpital Al-Shifa de Gaza, qui a accueilli un grand nombre de blessés, déclare avoir vu « un grand nombre de blessures par balles ». Ces propos sont corroborés par ceux du directeur de l’hôpital Al-Awda, qui affirme que sur les 176 blessés transportés à l'hôpital, 142 présentaient des blessures par balles.